# Gelanesaurus
Gelanesaurus – rodzaj jaszczurek z podrodziny Cercosaurinae w rodzinie okularkowatych (Gymnophthalmidae).

## Zasięg występowania
Rodzaj obejmuje gatunki występujące w Ekwadorze i Kolumbii.

## Systematyka

### Etymologia
Gelanesaurus: gr. γελανης gelanēs „roześmiany, radosny”; σαυρος sauros „jaszczurka”.

### Podział systematyczny
Do rodzaju należą następujące gatunki: 
- Gelanesaurus cochranae (Burt & Burt, 1931)
- Gelanesaurus flavogularis (Altamirano-Benavides, Zaher, Lobo, Grazziotin, Sales-Nunes & Rodrigues, 2013)